# ハードツービート
ハードツービート (Hard to Beat) とはアイルランド生産、フランス調教の競走馬、種牡馬である。フランスでGI競走3勝。樫山純三の所有馬として1972年のジョッケクルブ賞（フランスダービー）に優勝し、日本人馬主初のヨーロッパクラシック競走制覇をもたらした。
半弟にイタリアのジョッキークラブ大賞優勝馬Authi（父Aureole）がいる。

## 経歴
アメリカ人馬主のスティーブン・ソカロウに買われたときの値は僅か920ギニー（約100万円）という安馬だったが、2歳時にグラン・クリテリウム（GI）に優勝し、フランスの2歳チャンピオンとなる。3歳になりフォンテーヌブロー賞（GIII）、リュパン賞（GI） を制し、大本命としてジョッケクルブ賞に向かったが、競走4日前に日本人馬主の樫山純三に115万ドル（約3億7000万円）で譲渡され、樫山の所有馬として同競走に出走した。当日はレスター・ピゴットを鞍上に優勝を果たし、樫山は日本人初の欧州クラシック競走優勝馬主となった。しかし翌日この勝利を伝えたル・モンド紙上には「名誉を金で買った」ことに対する批判的な論調もあった。
以後は4歳シーズン終了まで走り、3歳秋にニエル賞（GII）優勝、1番人気に推された1973年の凱旋門賞（GI）でラインゴールドの3着等の成績を残した。
1974年からフランスで種牡馬となり同地で3年間供用されたのち、樫山が所有する日本のオンワード牧場に導入された。フランスでは数少ない産駒から ディアヌ賞（フランスオークス）優勝馬Dunetteなどの活躍馬が現れたが、日本では中堅種牡馬に留まった。しかしブルードメアサイアーランキングで上位に顔を出すなど、一定の影響は残している。1990年死亡。

## 主な産駒
- Dunette（1976年産 ディアヌ賞・仏GI、サンクルー大賞・仏GI、プランスドランジュ賞・仏GIII）※晩年に浦河日成牧場によって輸入されている。
- Hard to Sing（1976年産 エヴリー大賞・仏GII、ジャンプラ賞・仏GII）
- Indigene（1977年産 オマール賞・仏GIII、ハーヴェスター国際大賞・独GIII）
- Good to Beat（1977年産 ペネロペ賞・仏GIII）
- ダイセキテイ（1979年産 目黒記念、ダイヤモンドステークス）
- オンワードボルガ（1981年産 中山大障害・秋、東京障害特別・秋）
  - 1985年度優駿賞最優秀障害馬
- タケノハナミ（1982年産 ローズステークス）
- センゴクルビー（1982年産 東京障害特別・春）
- センゴクヒスイ（1986年産 新潟記念）
- リーゼンシュラーク（1987年産 七夕賞）
- ガクエンツービート (1985年産 青葉賞：現GII・当時OP)・菊花賞2着)

### 主なブルードメアサイアー産駒
※G1競走優勝馬のみ記載。
- フレンチグローリー[2]（ロスマンズ国際ステークス・加GI、モーリスドニュイユ賞・仏GII、ラクープ・仏GIII）
- Saint Andrews（ガネー賞・仏GI）
- ランドパワー（中山大障害）

## 血統表
| ハードツービートの血統(ファリス系 / 5代内アウトブリード） | ハードツービートの血統(ファリス系 / 5代内アウトブリード） | ハードツービートの血統(ファリス系 / 5代内アウトブリード） | （血統表の出典）       | （血統表の出典） |
| 父 *ハーディカヌート Hardicanute 1962 青鹿毛 イギリス     | 父の父*ハードリドン Hard Ridden 1955 鹿毛 イギリス        | Hard Sauce                                                | Ardan                  | Ardan            |
| 父 *ハーディカヌート Hardicanute 1962 青鹿毛 イギリス     | 父の父*ハードリドン Hard Ridden 1955 鹿毛 イギリス        | Hard Sauce                                                | Saucy Bella            |                  |
| 父 *ハーディカヌート Hardicanute 1962 青鹿毛 イギリス     | 父の父*ハードリドン Hard Ridden 1955 鹿毛 イギリス        | Toute Belle                                               | Admiral Drake          | Admiral Drake    |
| 父 *ハーディカヌート Hardicanute 1962 青鹿毛 イギリス     | 父の父*ハードリドン Hard Ridden 1955 鹿毛 イギリス        | Toute Belle                                               | Chatelaine             |                  |
| 父 *ハーディカヌート Hardicanute 1962 青鹿毛 イギリス     | 父の母Harvest Maid 1949 鹿毛 イギリス                     | Umidwar                                                   | Blandford              | Blandford        |
| 父 *ハーディカヌート Hardicanute 1962 青鹿毛 イギリス     | 父の母Harvest Maid 1949 鹿毛 イギリス                     | Umidwar                                                   | Uganda                 |                  |
| 父 *ハーディカヌート Hardicanute 1962 青鹿毛 イギリス     | 父の母Harvest Maid 1949 鹿毛 イギリス                     | Hay Fell                                                  | Felstead               | Felstead         |
| 父 *ハーディカヌート Hardicanute 1962 青鹿毛 イギリス     | 父の母Harvest Maid 1949 鹿毛 イギリス                     | Hay Fell                                                  | Hay Fever              |                  |
| 母 Virtuous 1962 鹿毛 イギリス                            | 母の父Above Suspicion 1956 鹿毛 イギリス                  | Court Martial                                             | Fair Trial             | Fair Trial       |
| 母 Virtuous 1962 鹿毛 イギリス                            | 母の父Above Suspicion 1956 鹿毛 イギリス                  | Court Martial                                             | Instantaneous          |                  |
| 母 Virtuous 1962 鹿毛 イギリス                            | 母の父Above Suspicion 1956 鹿毛 イギリス                  | Above Board                                               | Straight Deal          | Straight Deal    |
| 母 Virtuous 1962 鹿毛 イギリス                            | 母の父Above Suspicion 1956 鹿毛 イギリス                  | Above Board                                               | Feola                  |                  |
| 母 Virtuous 1962 鹿毛 イギリス                            | 母の母Rose of India 1955 鹿毛 イギリス                    | Tulyar                                                    | Tehran                 | Tehran           |
| 母 Virtuous 1962 鹿毛 イギリス                            | 母の母Rose of India 1955 鹿毛 イギリス                    | Tulyar                                                    | Neocracy               |                  |
| 母 Virtuous 1962 鹿毛 イギリス                            | 母の母Rose of India 1955 鹿毛 イギリス                    | Eastern Grandeur                                          | Gold Bridge            | Gold Bridge      |
| 母 Virtuous 1962 鹿毛 イギリス                            | 母の母Rose of India 1955 鹿毛 イギリス                    | Eastern Grandeur                                          | China Maiden F-No.14-b |                  |

父・祖父といずれも種牡馬として日本に導入されている。祖母の半姉・半兄に、5戦5勝でイギリスの2歳牝馬チャンピオンとなったStar of India、ナンソープステークスの優勝馬High Treasonがいる。